# Semiothisa cinereata
Semiothisa cinereata är en fjärilsart som beskrevs av Bates 1886. Semiothisa cinereata ingår i släktet Semiothisa och familjen mätare. Inga underarter finns listade i Catalogue of Life.